# Beschwerdenliste
Die Beschwerdenliste (auch Beschwerden-Liste) wurde vor etwa 50 Jahren als Fragebogen von Detlev von Zerssen erstellt und erschien 2011 in revidierter Fassung (von Zerssen & Petermann, 2011). Sie diente als Vorbild für die HHM-Beschwerdenliste (von Kerekjarto, Meyer, & von Zerssen, 1972), die Freiburger Beschwerdenliste (Fahrenberg, 1975) und den Gießener Beschwerdenbogen (Brähler & Scheer, 1983). Die Beschwerden-Liste – Revidierte Fassung (B-LR) ist ein Selbstbeurteilungsverfahren zur Erfassung der subjektiven Beeinträchtigung durch körperliche bzw. Allgemeinbeschwerden, wobei das gesamte Spektrum von Beschwerdefreiheit bis hin zu einer schweren Beeinträchtigung abgedeckt wird.

## Formen
Es stehen zwei Parallelformen (B-LR und B-LR‘) zur Verfügung, die jeweils aus 20 Items bestehen. Für die revidierte Fassung wurde das Verfahren leicht gekürzt und an einer bevölkerungsrepräsentativen Stichprobe neu normiert. Das Messinstrument ist störungsübergreifend bei verschiedenen Patientengruppen sowie bei gesunden Personen einsetzbar. Die Skala kann wiederholt angewendet werden und ist insbesondere für psychologische Verlaufsuntersuchungen geeignet.
Beispiel: „Ich leide unter folgenden Beschwerden“:
| Innere Unruhe | stark | mäßig | kaum | gar nicht |

## (Statistische) Daten

### Einsatzbereich
Die Beschwerden-Liste kann bei Jugendlichen und Erwachsenen im Altersbereich von 14 bis 90 Jahren eingesetzt werden. Probanden sollten über ein gutes Verständnis der deutschen Sprache in Wort und Schrift verfügen. Das Verfahren wird in der somatischen Medizin, der medizinischen Rehabilitation sowie der Klinischen Psychologie und Psychiatrie eingesetzt. Das Instrument ist krankheitsübergreifend bei den verschiedensten Patientengruppen einsetzbar, d. h. sowohl bei Patienten mit körperlichen (insbesondere chronischen) als auch mit psychischen Erkrankungen bzw. Störungen. Somit richtet es sich im Anwendungsschwerpunkt an Ärzte und Psychologen. Die Anwendung der Beschwerde-Liste eignet sich sowohl im Einzel- als auch im Gruppensetting. Durch Testwiederholungen mit derselben Person ermöglicht die Liste ferner eine Objektivierung und Quantifizierung von Veränderungen spezifischer Beschwerden. Neben Gruppenvergleichen innerhalb von Querschnittsuntersuchungen empfiehlt sich das Verfahren somit auch für den Einsatz im Längsschnitt (z. B. Evaluations- und Therapieverlaufsstudien, Katamneseuntersuchungen).

### Zuverlässigkeit
Die Erfassung der Reliabilität beschränkt sich bei beiden Verfahren auf zwei zentrale Prüfgrößen: Die interne Konsistenz und die Testhalbierungs-Reliabilität. Die interne Konsistenz (Cronbachs Alpha) liegt für beide Fragebogenversionen bei α = .94. Die Split-Half-Reliabilität ist bei der B-LR mit r = .93 und der B-LR‘ mit r = .91 ebenfalls sehr hoch ausgeprägt.

### Gültigkeit
Die konvergente und divergente Validität wurde durch gemeinsame Faktorenanalysen mit konstruktnahen und konstruktfernen Verfahren (Patient Health Questionnaire-4, Befindlichkeitsskala – Revidierte Fassung, Fragebogen zur Lebenszufriedenheit, Quality of Relationships Inventory) nachgewiesen.

### Normen
Für beide Parallelformen stehen bevölkerungsrepräsentative Normen für den Altersbereich von 14 bis 90 Jahren zur Verfügung (B-LR: N = 1.230 / B-LR‘: N = 1.267), wobei auch im Test-Manual der revidierten Fassung erneut geschlechtsspezifische Normtabellen vorliegen. Folgende Normwerte können diesem entnommen werden: Stanine-, Perzentil- und T-Werte.